# Adat Jisrael
Adat Jisrael (Israels församling) är en ortodox synagogförening med verksamhet på Södermalm i Stockholm. Adat Jisrael är en del av Judiska församlingen i Stockholm.

## Historia
Föreningen bildades 1871 med syfte att samla stadens grupp av ortodoxa judar som främst hade sitt ursprung i Tsarryssland och Östeuropa; dessa bodde ofta på Södermalm och i Gamla stan. Denna relativt nytillkomna grupp skilde sig socialt, språkligt och religiöst från de äldre judiska familjer som bott länge i landet och som var tongivande i Stora synagogan i Stockholm. Medan de äldre familjerna ofta tillhörde det välsituerade borgerskapet och hade en livsföring där religionen spelade underordnad roll var judarna på Södermalm mer strikta i sin religiösa utövning och tillhörde stadens fattiga befolkning. De senare behärskade också jiddisch vilket var ovanligt bland den andra gruppen eftersom denna vanligtvis hade tyskt eller danskt ursprung. Skillnaderna mellan grupperna ledde till att initiativ tog till skapande av en synagoga på Södermalm för att bättre möta de behov som fanns hos gruppen bosatt där.